# Facebook洋葱地址
facebookwkhpilnemxj7asaniu7vnjjbiltxjqhye3mhbshg7kx5tfyd.onion（原facebookcorewwwi.onion）容許用戶透過.onion頂級域，以Tor協定存取社交網絡Facebook。在2015年，其每月用戶人數達525,000。之後相關數字在2016年4月更突破1百萬。不論Twitter還是Google，都沒有特地在網站上使用Tor協定，故此Facebook的此一舉動獲得了好評。評論者表示此舉能夠規避某些國家对Facebook的封鎖。
2014年10月，Facebook表示用戶可透過保護私隱的Tor瀏覽器和HTTPS，以Tor洋蔥服務連接到Facebook。時任Facebook軟件工程師亚历克·马菲特同時稱：「Facebook的洋蔥地址使得用戶能夠在不用失去Tor雲端保護的情況下，以其進行存取……它提供了端到端通信——從你的瀏覽器直接連接到Facebook的數據中心」。它的網址facebookcorewwwi.onion是「Facebook's Core WWW Infrastructure」（Facebook全球網際網路基礎架構）的逆向首字母缩略词。
在官方发布.onion域名之前，若使用Tor存取Facebook，那麼便有一定機會返回错误信息，甚至無法進行存取。人們因為各種不同的合法理由而使用Tor協定，比如为增强匿名性。ProPublica在為自己的網站提供.onion版本時，也利用了Facebook的例子作解釋。
透過Tor存取Facebook能讓用戶得到更佳的私隱保障，使其免受商業和國家行為者的監聽或監控。該一網站亦使得Facebook能夠更好區分來自殭屍網絡的攻擊與來自Tor的合法存取。
此一網站在2019年12月13日中午（格林尼治標準時間）因為更新HTTPS證書而要下線。Facebook稱它將會在未來1至2星期內獲得新證書，然後重新上線。12月18日，facebookcorewwwi.onion重新上線。
Tor Project在2020年9月开始警告版本2地址会在2021年7月停止支持，Facebook因此而在2021年5月更新onion地址，新网址是facebookwkhpilnemxj7asaniu7vnjjbiltxjqhye3mhbshg7kx5tfyd.onion。

## 外部連結
- facebookwkhpilnemxj7asaniu7vnjjbiltxjqhye3mhbshg7kx5tfyd.onion (如何访问)